# Jean-Marc Cardey
 (octobre 2020).
Jean-Marc Cardey est un lutteur français et un entraîneur olympique de lutte gréco-romaine.

## Palmarès en tant que sportif
Il est deux fois champion de France de lutte libre en 1988 et 1989.
Il fait partie de l'US Créteil quand cette dernière remporte le championnat de lutte par équipe.
Cette liste n'est pas exhaustive.

## Palmarès aux Jeux Olympiques en tant qu'entraîneur
Il est aux Jeux olympiques de Pékin de 2008 l'entraîneur des frères 
Christophe Guénot (médaille de bronze en lutte gréco-romaine) et 
Steeve Guénot (médaille d'or également en lutte gréco-romaine, dans une autre catégorie de poids que son frère).

## Palmarès hors Jeux Olympiques en tant qu'entraîneur
Il a été ou est l'entraîneur de beaucoup de champions.
Notamment de Melonin Noumonvi. Il l'entraîne en équipe de France depuis les cadets en 1998.

## Activités en tant qu'entraîneur et conseiller technique
Il est entraîneur à l'INSEP   depuis les années 2000.
En 2015 il est entraîneur adjoint national français en lutte gréco-romaine.
Il est en même temps conseiller de la Fédération Française de Lutte
.
Plus généralement il entraîne notamment à la fois :
- des sportifs de haut niveau [7],[8],[9],[10] et des cadets[réf. souhaitée].
- le club municipal de lutte de Levallois , ouvert à tous y compris aux mineurs (s'ils correspondent aux critères) [11].

## Activités pour le grand public
De plus il participe à des événements pour faire découvrir la lutte au grand public, un peu partout en France[réf. souhaitée] et peut-être hors de France[réf. nécessaire].